# Trollenäs landskommun
Trollenäs landskommun var en tidigare kommun i dåvarande Malmöhus län.

## Administrativ historik
Kommunen bildades i Näs socken i Onsjö härad i Skåne när 1862 års kommunalförordningar trädde i kraft. Namnet ändrades enligt beslut den 27 oktober 1899 från Näs landskommun till Trollenäs landskommun.
Vid kommunreformen 1952 uppgick kommunen i Bosarps landskommun som uppgick 1967 i Eslövs stad som ombildades 1971 till Eslövs kommun.

## Politik

### Mandatfördelning i Trollenäs landskommun 1938-1946
| 12 | 8 |

| 19 |

| 12 | 8 |

| 20 |

| 12 | 8 |

| 19 |